# Pierrefitte-Nestalas
Pierrefitte-Nestalas – miejscowość i gmina we Francji, w regionie Oksytania, w departamencie Pireneje Wysokie.
Według danych na rok 1990 gminę zamieszkiwały 1322 osoby, a gęstość zaludnienia wynosiła 751 osób/km² (wśród 3020 gmin regionu Midi-Pireneje Pierrefitte-Nestalas plasuje się na 265. miejscu pod względem liczby ludności, natomiast pod względem powierzchni na miejscu 1729.).